# Angresse
Angresse (okzitanisch Angressa) ist eine französische Gemeinde mit 2602 Einwohnern (Stand 1. Januar 2022) im Département Landes in der Region Nouvelle-Aquitaine. Sie gehört zum Arrondissement Dax und zum Kanton Marensin-Sud.

## Geografie
Die Gemeinde Angresse liegt am Südwestrand der Landes de Gascogne, dem größten zusammenhängenden Waldgebiet Westeuropas, das vorwiegend aus See-Kiefern besteht, fünf Kilometer von der Atlantikküste entfernt und 20 Kilometer nordöstlich von Bayonne. Nachbargemeinden von Angresse sind Seignosse im Norden, Saubion im Norden und Nordosten, Saint-Vincent-de-Tyrosse im Osten, Bénesse-Maremne im Süden, Capbreton im Südwesten sowie Soorts-Hossegor im Westen.

## Bevölkerungsentwicklung
| Jahr                       | 1962 | 1968 | 1975 | 1982 | 1990 | 1999 | 2010 | 2021 |
| -------------------------- | ---- | ---- | ---- | ---- | ---- | ---- | ---- | ---- |
| Einwohner                  | 348  | 388  | 492  | 653  | 877  | 1097 | 1535 | 2207 |
| Quellen: Cassini und INSEE |      |      |      |      |      |      |      |      |

## Sehenswürdigkeiten

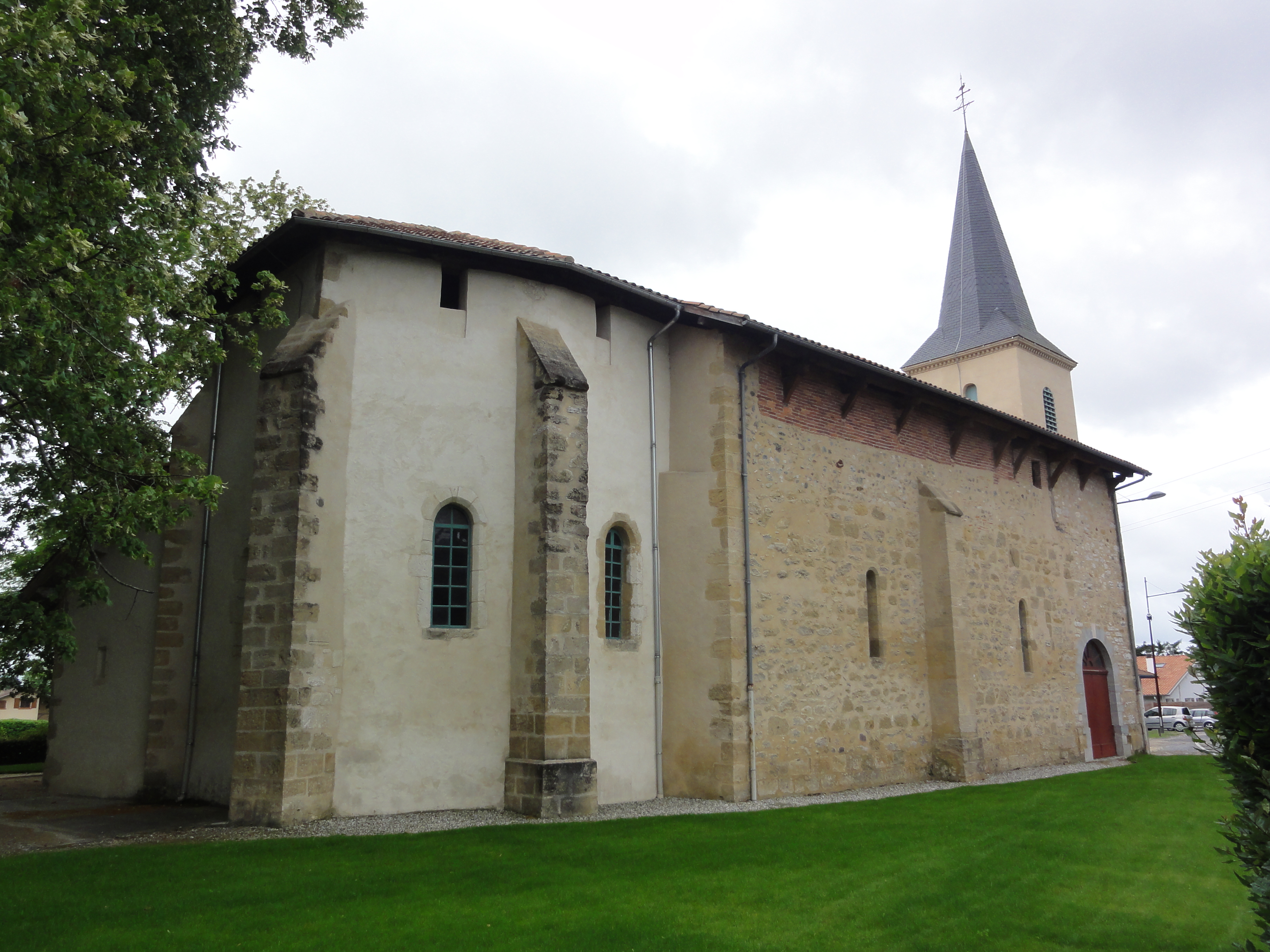
Kirche Saint-Pierre
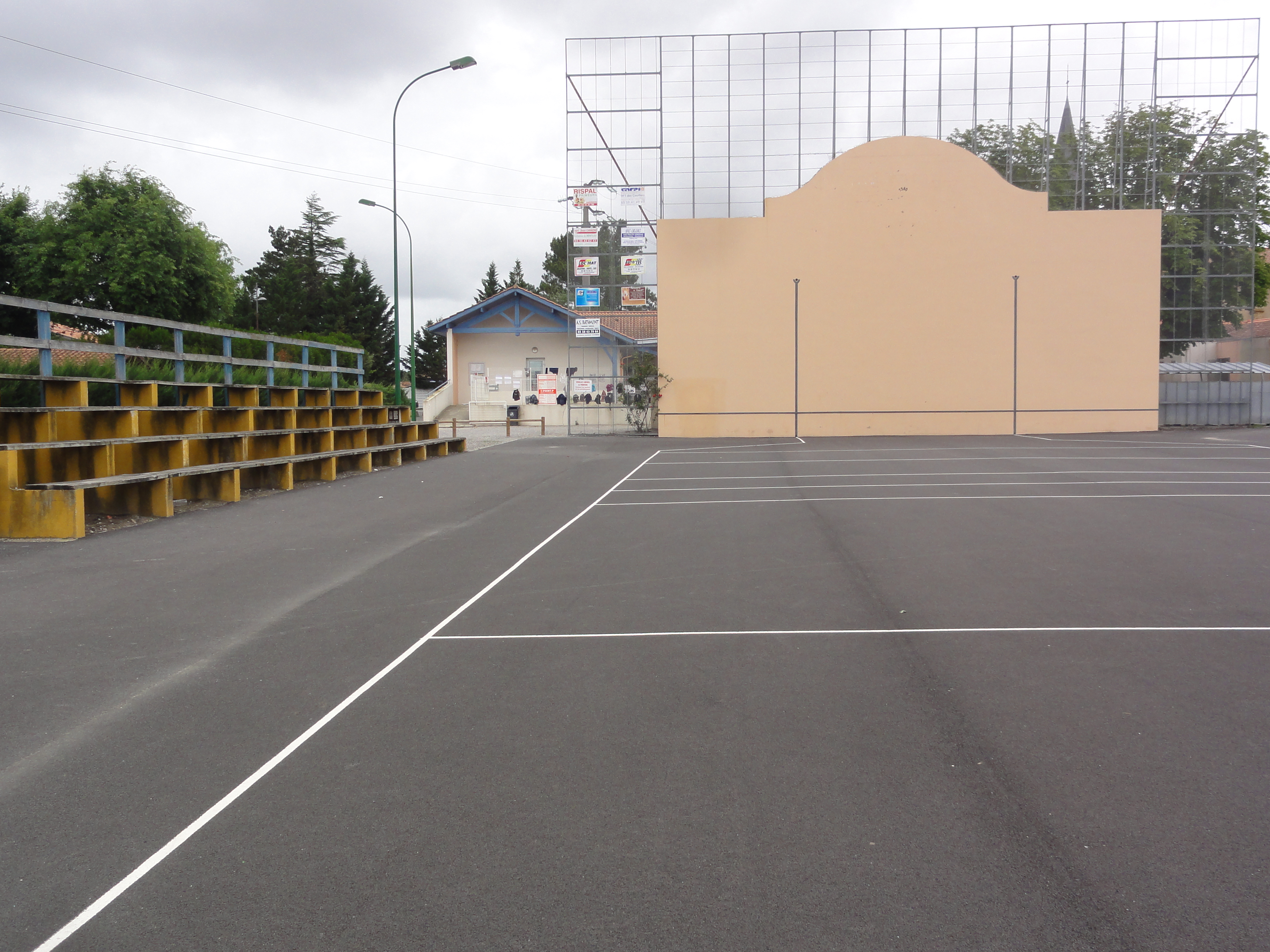
Frontón
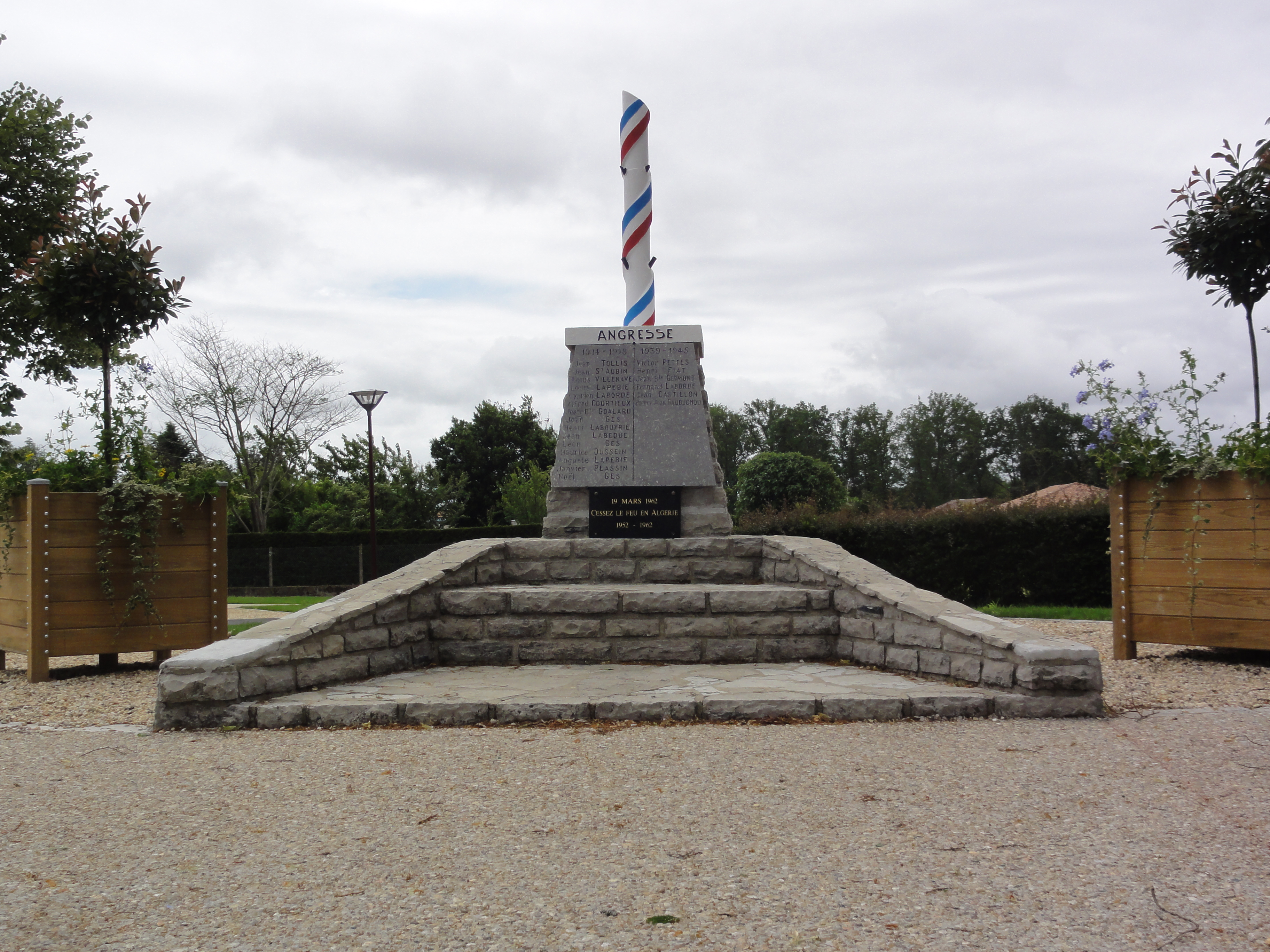
Gefallenendenkmal

- Kirche Saint-Pierre
- Frontón
- Gefallenendenkmal

## Belege
1. ↑  Angresse auf cassini.ehess
2. ↑  Angresse auf insee.fr